# Élections générales péruviennes de 2016
Les élections générales péruviennes de 2016 ont lieu le 10 avril 2016 (premier tour) et le 5 juin 2016 (second tour), pour désigner le président de la République et ses vice-présidents, ainsi que les 130 députés au Congrès de la République pour la période 2016-2021. Le président sortant, Ollanta Humala, ne peut pas se présenter à sa propre succession à cause de la constitution péruvienne qui interdit d'effectuer deux mandats successifs.
Pedro Pablo Kuczynski remporte le second tour de la présidentielle face à Keiko Fujimori avec 50,1 % des voix. Mis en cause dans un scandale de corruption, il échappe de peu à la destitution en 2017 ; l'année suivante, sous le coup d'une seconde procédure de destitution, il démissionne la veille du vote du parlement, le 21 mars 2018.

## Postes à pourvoir
Les élections concernent les postes suivants :
- Élection présidentielle :
  - Président de la République
  - Premier et second vice-président de la République
- Élections législatives :
  - 130 députés au Congrès de la République
- Élection des représentants auprès du Parlement andin
  - 5 parlementaires et 10 suppléants au Parlement andin

Les parlementaires prêtent serment et entrent en fonction le 27 juillet 2016.

### Système électoral des législatives
Le Congrès de la République est un parlement unicaméral doté de 130 sièges pourvus pour cinq ans au scrutin proportionnel plurinominal dans 25 circonscriptions électorales plurinominales. Les sièges sont répartis selon la méthode d'Hondt au quotient simple, sans seuil électoral. Les électeurs ont également la possibilité d'effectuer jusqu'à deux votes préférentiels pour des candidats de la liste choisie afin de faire monter leurs places dans celle-ci,,.
Le vote est obligatoire pour tous les citoyens âgés de 18 à 70 ans. Les élections ont traditionnellement lieu en avril pour une mise en place de la nouvelle législature en juillet.

## Contexte
La Constitution interdisant la réélection du président Ollanta Humala, les électeurs ont le choix entre 19 candidats et autant de mouvements politiques, dont la grande majorité est inconnue du public, et qui ont été créés au cours des dernières années dans le seul but de permettre à un candidat de postuler à l'élection présidentielle.
Keiko Fujimori, fille de l'ancien président Alberto Fujimori, ancienne parlementaire et candidate malheureuse à l'élection présidentielle de 2011, est la favorite des sondages.
Le 4 mars 2016, la commission nationale électorale (Jurado Nacional de Elecciones) exclut les candidatures de Julio Guzmán (en) et César Acuña. Le premier est accusé de ne pas avoir respecté le processus interne de désignation du parti, le second est accusé d’avoir distribué de l’argent en espèces à des sympathisants.

## Candidats à la présidence

### Principaux candidats

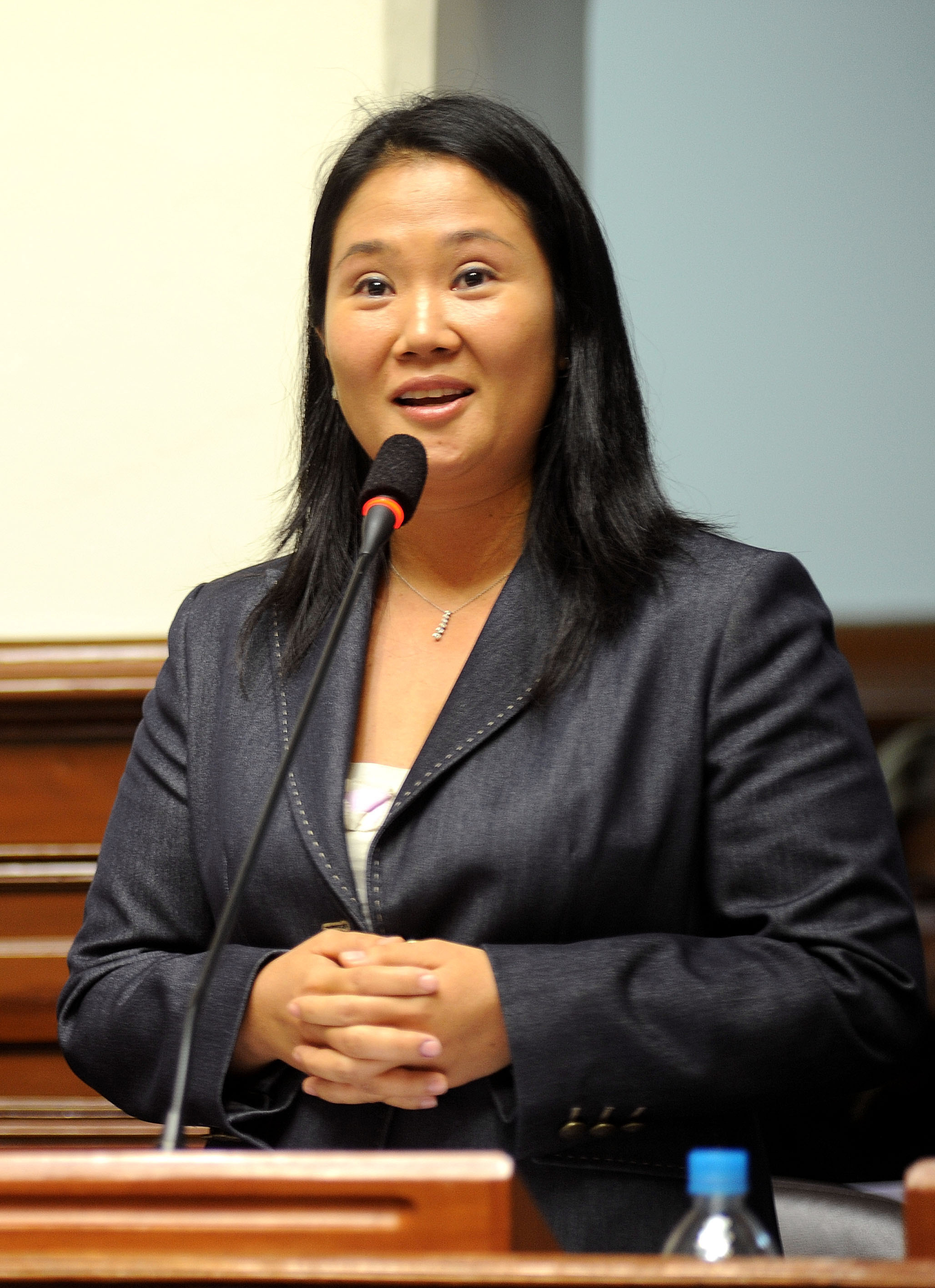
Keiko Fujimori Parlementaire (2006-2011) Force populaire
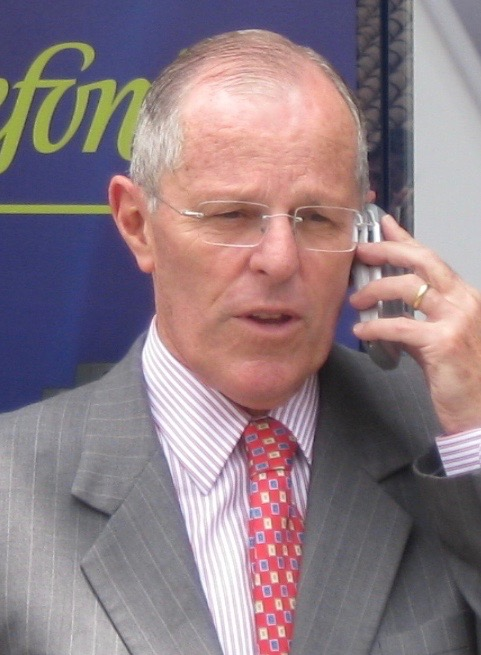
Pedro Pablo Kuczynski ancien président du Conseil (2005-2006) Alianza por el Gran Cambio – PPK
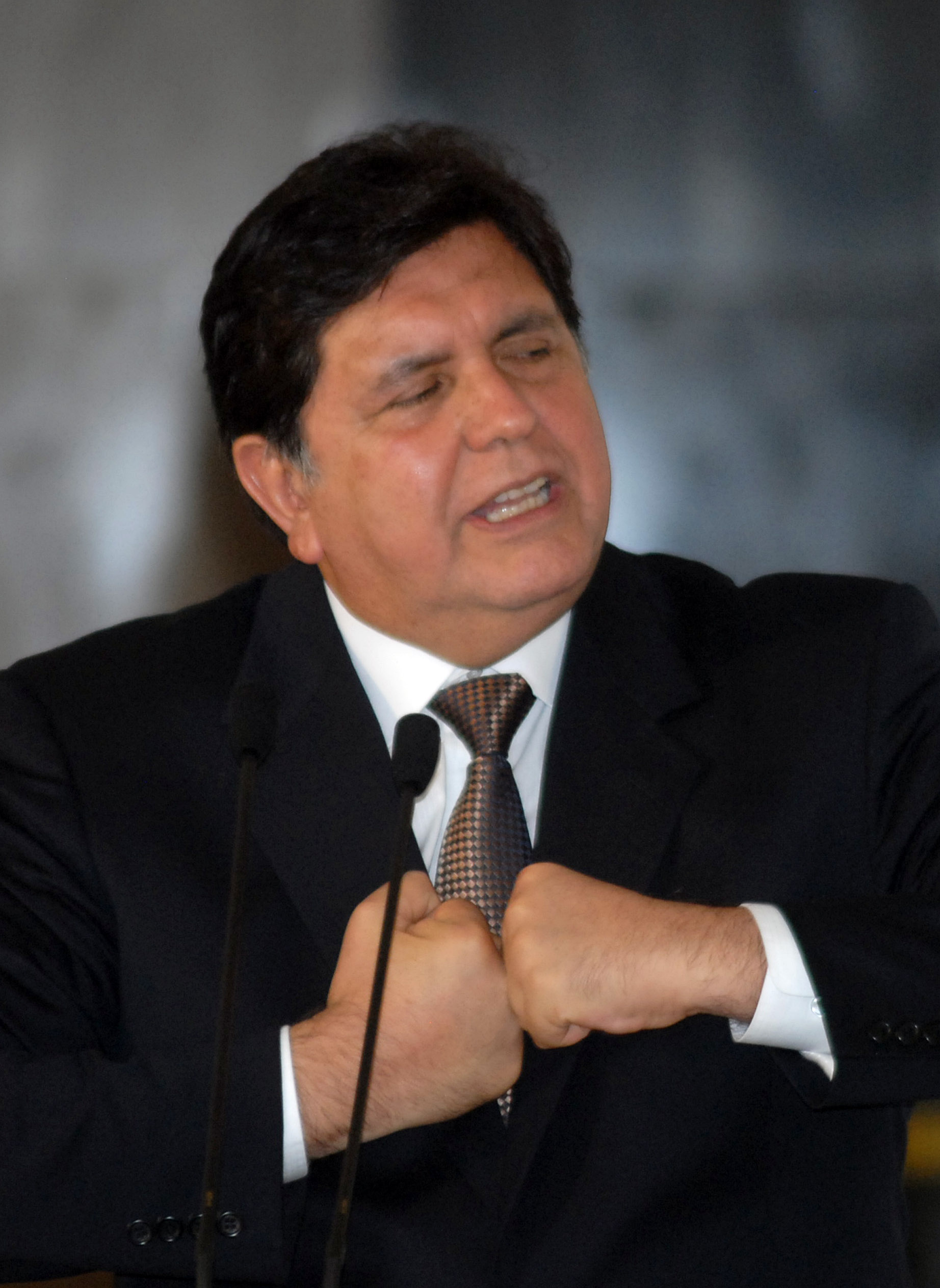
Alan García ancien président de la République (1985-1990 et 2006-2011) Alianza Popular (es)

### Autres candidats
- Alejandro Toledo, ancien président de la République (2001-2006) - Perú Posible
- Verónika Mendoza, parlementaire du Congrès du Pérou (2011-2016) - Front large pour la justice, la vie et la liberté
- Gregorio Santos, gouverneur régional de Cajamarca (depuis 2011) - Democracia Directa
- Daniel Urresti, ancien ministre de l'Intérieur (2014-2015) - Parti nationaliste péruvien
- Ántero Flores-Aráoz, ancien ministre de la Défense (2007-2009) - parti Orden
- Hernando Guerra García, ancien candidat au Congrès de la République - Alianza Electoral Solidaridad Nacional - Union pour le Pérou
- Yehude Simon, ancien président du Conseil (2008-2009) - Partido Humanista Peruano
- Vladimir Cerrón, ancien gouverneur de Junín (2011-2014) - Pérou libre
- Miguel Hilario - Progresando Perú
- Fernando Olivera, ancien ministre de la Justice (2001-2002) - Frente Esperanza
- Francisco Diez Canseco, ancien parlementaire du Congrès de la République (1985-1990) - Perú Nación

## Sondages
Les tableaux suivants présentent l'évolution des intentions de vote peu avant les élections. 
| date         | sondeur    | source | Keiko Fujimori | Julio Guzmán (en) | Pedro Pablo Kuczynski | César Acuña | Alan García | Alfredo Barnechea | Verónika Mendoza | Alejandro Toledo |
| ------------ | ---------- | ------ | -------------- | ----------------- | --------------------- | ----------- | ----------- | ----------------- | ---------------- | ---------------- |
| Février 2016 | CPI        |        | 34,1 %         | 14,1 %            | 7,7 %                 | 12,6 %      | 6,2 %       | 2,1 %             | 2,7 %            | 2,2 %            |
| Février 2016 | Datum      |        | 35 %           | 17 %              | 11 %                  | 8 %         | 4 %         | 3 %               | 2 %              | 2 %              |
| Février 2016 | Ipsos Perú |        | 30 %           | 18 %              | 9 %                   | 6 %         | 5 %         | 4 %               | 4 %              | 2 %              |
| Février 2016 | CPI        |        | 33,7 %         | 18,3 %            | 6,8 %                 | 7,3 %       | 6,4 %       | 3,8 %             | 4,1 %            | 1,8 %            |
| Février 2016 | GfK        |        | 34,6 %         | 16,6 %            | 6,9 %                 | 3,6 %       | 4,3 %       | 3,7 %             | 5,1 %            | 1,6 %            |

Après l'exclusion des candidats Julio Guzmán et César Acuña Peralta.
| Date       | sondeur    | source | Keiko Fujimori | Pedro Pablo Kuczynski | Alfredo Barnechea | Verónika Mendoza | Alan García | Alejandro Toledo |
| ---------- | ---------- | ------ | -------------- | --------------------- | ----------------- | ---------------- | ----------- | ---------------- |
| Mars 2016  | GfK        |        | 37,7 %         | 10,1 %                | 6,7 %             | 5,6 %            | 4,5 %       | 1,7 %            |
| Mars 2016  | Datum      |        | 37 %           | 14 %                  | 9 %               | 8 %              | 7 %         | 1 %              |
| Mars 2016  | Ipsos Perú |        | 32 %           | 14 %                  | 9 %               | 9 %              | 6 %         | 2 %              |
| Mars 2016  | Vox Populi |        | 33 %           | 10 %                  | 12 %              | 8 %              | 6 %         | 1 %              |
| Mars 2016  | CPI        |        | 37,6 %         | 15,3 %                | 11,7 %            | 9,3 %            | 6,5 %       | 1,4 %            |
| Mars 2016  | Ipsos Perú |        | 31 %           | 15 %                  | 12 %              | 12 %             | 6 %         | 1 %              |
| Mars 2016  | GfK        |        | 33,8 %         | 15,9 %                | 11,8 %            | 7,5 %            | 5,8 %       | 1,8 %            |
| Mars 2016  | Datum      |        | 36 %           | 18 %                  | 14 %              | 12 %             | 4 %         | 0,9 %            |
| Mars 2016  | Ipsos Perú |        | 32 %           | 16 %                  | 12 %              | 11 %             | 6 %         | 2 %              |
| Mars 2016  | CPI        |        | 34,6 %         | 15 %                  | 10,9 %            | 11,3 %           | 6 %         | 1 %              |
| Mars 2016  | Vox Populi |        | 31,2 %         | 14,1 %                | 10,3 %            | 12,9 %           | 5,6 %       | -                |
| Avril 2016 | Datum      |        | 36 %           | 17 %                  | 15 %              | 10 %             | 4 %         | 0,9 %            |
| Avril 2016 | GfK        |        | 35 %           | 16,1 %                | 14 %              | 9,7 %            | 5,5 %       | 0,7 %            |
| Avril 2016 | Ipsos      |        | 33 %           | 16 %                  | 15 %              | 8 %              | 5,3 %       | -                |
| Avril 2016 | CPI        |        | 37,3 %         | 15,4 %                | 13,7 %            | 8,3 %            | 6,2 %       | 1,1 %            |

## Résultats

### Élection présidentielle
Le premier tour a lieu le 10 avril, le second le 5 juin. Pedro Pablo Kuczynski est élu président face à Keiko Fujimori, à environ 50 000 voix d’écart.
| Candidat Parti politique  | Candidat Parti politique                                  | Premier tour 10 avril 2016 | Premier tour 10 avril 2016 | Second tour 5 juin 2016 | Second tour 5 juin 2016 |
| Candidat Parti politique  | Candidat Parti politique                                  | Voix                       | %                          | Voix                    | %                       |
| ------------------------- | --------------------------------------------------------- | -------------------------- | -------------------------- | ----------------------- | ----------------------- |
|                           | Keiko Fujimori Force populaire                            | 6 115 073                  | 39,86                      | 8 549 205               | 49,87                   |
|                           | Pedro Pablo Kuczynski Péruviens pour le changement        | 3 228 661                  | 21,05                      | 8 591 802               | 50,12                   |
|                           | Verónika Mendoza Front large                              | 2 874 940                  | 18,74                      |                         |                         |
|                           | Alfredo Barnechea Action populaire                        | 1 069 360                  | 6,97                       |                         |                         |
|                           | Alan García Alliance populaire révolutionnaire américaine | 894 278                    | 5,83                       |                         |                         |
|                           | Gregorio Santos (es) Démocratie directe                   | 613 173                    | 4,00                       |                         |                         |
|                           | Fernando Olivera (en) Front de l'espérance                | 203 103                    | 1,32                       |                         |                         |
|                           | Alejandro Toledo Pérou possible                           | 200 012                    | 1,30                       |                         |                         |
|                           | Miguel Hilario Pérou en développement                     | 75 870                     | 0,49                       |                         |                         |
|                           | Ántero Flores-Aráoz Parti politique de l’ordre            | 65 673                     | 0,43                       |                         |                         |
|                           |                                                           |                            |                            |                         |                         |
| Votes valides             | Votes valides                                             | 15 340 143                 | 81,88                      | 17 152 817              | 93,51                   |
| Votes blancs ou invalides | Votes blancs ou invalides                                 | 3 393 987                  | 18,12                      | 1 190 079               | 6,49                    |
| Total                     | Total                                                     | 18 734 130                 | 100                        | 18 342 896              | 100                     |
| Abstention                | Abstention                                                | 4 167 824                  | 18,20                      | 4 559 058               | 19,91                   |
| Inscrits/Participation    | Inscrits/Participation                                    | 22 901 954                 | 81,80                      | 22 901 954              | 80,09                   |

### Élections législatives
|                        |                        |                                               |            |        |        |  |  |  |
| Parti                  | Parti                  | Parti                                         | Voix       | %      | Sièges |  |  |  |
|                        |                        | Force populaire                               | 4 431 077  | 36,34  | 73     |  |  |  |
|                        |                        | Péruviens pour le changement                  | 2 007 710  | 16,46  | 18     |  |  |  |
|                        |                        | Front large                                   | 1 700 052  | 13,94  | 20     |  |  |  |
|                        |                        | Alliance pour le progrès                      | 1 125 682  | 9,23   | 9      |  |  |  |
|                        |                        | Alliance populaire révolutionnaire américaine | 1 013 735  | 8,31   | 5      |  |  |  |
|                        |                        | Action populaire                              | 877 734    | 7,20   | 5      |  |  |  |
|                        |                        | Démocratie directe                            | 528 301    | 4,33   | 0      |  |  |  |
|                        |                        | Pérou possible                                | 286 980    | 2,35   | 0      |  |  |  |
|                        |                        | Front de l'espérance                          | 139 634    | 1,15   | 0      |  |  |  |
|                        |                        | Parti politique de l’ordre                    | 68 474     | 0,56   | 0      |  |  |  |
|                        |                        | Pérou en développement                        | 14 663     | 0,12   | 0      |  |  |  |
|                        |                        |                                               |            |        |        |  |  |  |
| Total                  | Total                  | Total                                         | 12 194 042 | 100,00 | 130    |  |  |  |
| Abstention             | Abstention             | Abstention                                    | 10 707 912 | 46,76  |        |  |  |  |
| Inscrits/participation | Inscrits/participation | Inscrits/participation                        | 22 901 954 | 53,24  |        |  |  |  |

## Suites
Dès le début de son mandat, le président Kuczynski est confronté à des affaires de corruption qui provoquent la démission de plusieurs de ses conseillers. Il est lui-même mis en cause, de même que Keiko Fujimori, dans l'affaire dite Odebrecht du nom de l'entreprise brésilienne de BTP, pétrochimie et armement accusée de corruption dans plusieurs pays du continent sud américain. S'il nie dans un premier temps toute connexion avec Odebrecht, Kuczynski est mis à mal par l'aveu de l'ex-président de la compagnie qui affirme que des versements de près de 5 millions de dollars à des sociétés de conseil lui sont liés entre 2004 et 2013, à une époque où il était ministre. Alors que sa popularité tombe sous les 20 % d'opinions favorables, le congrès décide de mettre en œuvre une procédure de destitution à son encontre. La réussite de la procédure est alors considérée comme assurée, d'autant que les sondages d'opinion révèlent une majorité de péruvien en faveur de celle-ci. Le 21 décembre 2017, contre toute attente, l'opposition échoue cependant à réunir la majorité des deux tiers nécessaire, 79 parlementaires ayant votés pour, 19 contre et 21 s'étant abstenus.
Trois jours plus tard, le président Kuczynski gracie l'ancien président Alberto Fujimori, ce qu'il s'était engagé à ne pas faire durant la campagne présidentielle. Président autoritaire de 1990 à 2000 ayant dû fuir le pays, Fujimori était mis en cause par la justice péruvienne dans des tueries perpétrées sous prétexte d'opérations de contre-guérilla. Cette décision provoque de vives critiques, notamment de la part des familles des victimes. Kuczynski est alors soupçonné d'avoir monnayé cette grâce contre un vote contre sa destitution auprès de députés de l'opposition fujimoriste. Si la grâce est finalement cassée par la justice le 3 octobre, la perte de confiance envers le président est sévère. Les ministres de la Culture et de la Défense démissionnent, tandis que plusieurs députés quittent le parti au pouvoir. Enfin, l'opposition rend publiques des vidéos attestant de l’achat des voix de plusieurs députés lors du vote,.

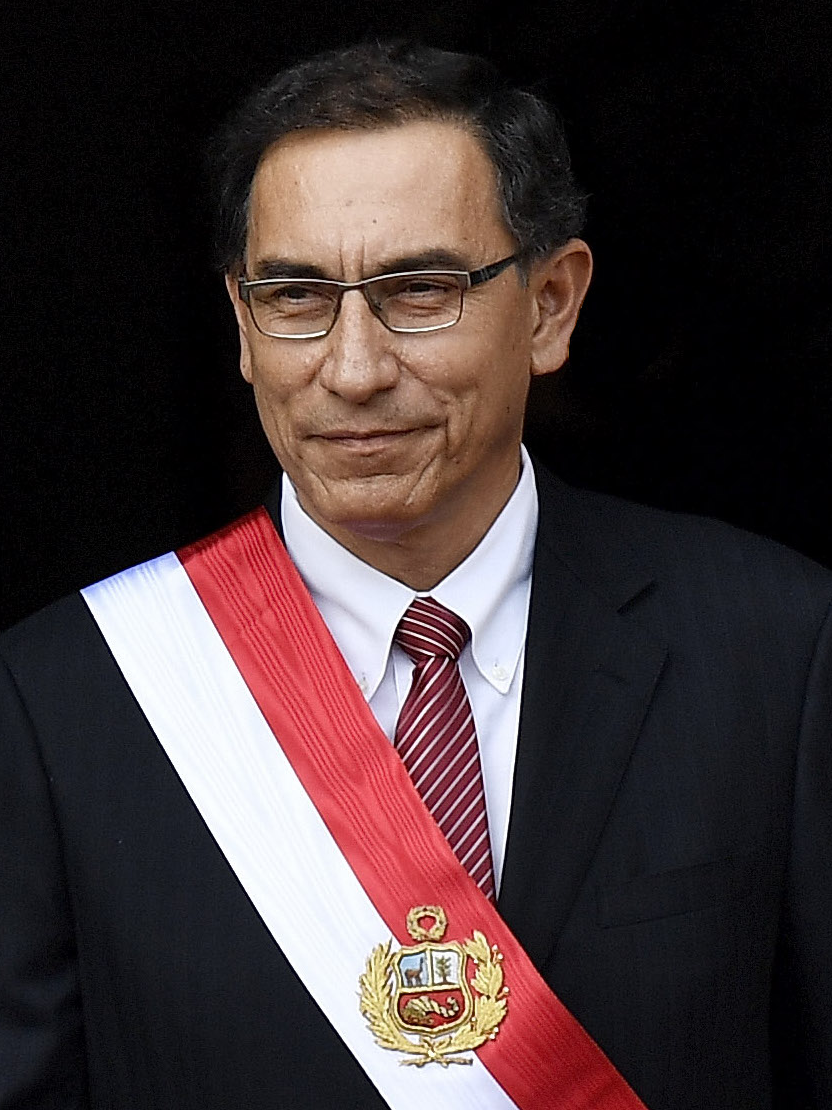
Martín Vizcarra en 2018.

Une seconde procédure de destitution est entre-temps lancée, pour un vote prévu le 22 mars 2018. Assuré de perdre, Kuczynski démissionne la veille.
En tant que premier vice-président, Martín Vizcarra prête serment et entre en fonction deux jours plus tard, le temps de revenir du Canada où il était ambassadeur. Vizcarra se lance alors dans des réformes anti-corruption qu'il finit par faire approuver par référendum le 9 décembre 2018.